# Vas (provins)
Vas er en af de 19 provinser i Ungarn. Provinsen har et areal på 3.336 kvadratkilometer, og et indbyggertal (pr. 2008) på 261.877. Vas' hovedstad er Szombathely, der også er provinsens største by.